# Brandy Alexander

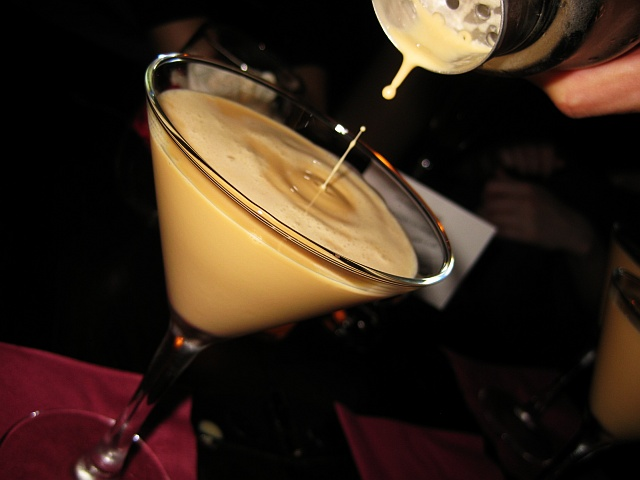
Um Brandy Alexander

Um Brandy Alexander é uma bebida alcoólica ou, um coquetel feito com 1/3 dose de creme de leite, 1/3 dose de conhaque e 1/3 de dose de licor de cacau. Leva ainda uma pitada de noz-moscada em pó e gelo picado. É uma variação de um coquetel mais antigo que utilizava gim, chamado simplesmente de Alexander.
A origem da bebida é incerta, havendo rumores sobre ter sido primeiramente preparado no casamento da princesa Maria com o Visconde Lascelles em 1922. Já Alexander Woollcott afirma que o coquetel teria sido nomeado em sua homenagem. Outras fontes afirmam que o coquetel deveria seu nome a Alexander II. Há ainda a possibilidade do drinque dever seu nome ao barman Troy Alexander, do restaurante Rector's, de Nova Iorque.

## Ligações Externas
- Livro de Receitas Wikibook